# 国鉄ホキ5900形貨車
国鉄ホキ5900形貨車（こくてつホキ5900がたかしゃ）は、かつて日本国有鉄道（国鉄）に在籍したホッパ車である。

## 概要
本形式は、カーバイド輸送用 34 t 積の私有貨車である。カーバイドを専用種別とした私有貨車は8形式存在したが、本形式は最新の形式である。現時点では全て廃形式となり現存している車は存在しない。
1982年（昭和57年）3月31日より、同年6月14日にかけて川崎重工業でタキ1500形より6両（オホキ5900 - オホキ5905）が改造製作された。種車は、1962年（昭和37年）7月5日及び同年7月18日川崎重工業製造のタキ15411、タキ15400、タキ15410、タキ15413、タキ15415、タキ15416である。
所有者は日本陸運産業の1社のみであり、常備駅は越中島駅、越後関原駅（オホキ5901のみ）であった。
記号番号表記は特殊標記符号「オ」（全長が12 m をこえるホッパ車）を前置し「オホキ」と標記し
化成品分類番号は、「燃（禁水）44」（燃焼性の物質、水と反応する物質、可燃性固体、禁水指定のもの）が標記された。
改造に際してタンク体をすべて撤去し、新規製作されたホッパーを搭載した。箱型有蓋ホッパ車である内部は、4室構造になっており夫々の積込口、取出口（縦650 mm、横900 mm）を備えていた。荷役方式はホッパ上部積込口よりの上入れ、側面の取出口からの横出し式であった。
車体塗色は黒で、全長は13,300 mm、全幅は2,600 mm、全高は3,408 mm、台車中心間距離は9,200 mm、実容積は35.7 m3、自重は19.8 t、換算両数は積車5.5、空車2.0である。台車は、ベッテンドルフ式のTR41Cであった。
1987年（昭和62年）4月の国鉄分割民営化時には全車（6両）の車籍がJR貨物に継承されたが、1989年（平成元年）7月25日に全車一斉に廃車となり形式消滅した。